# Zem spieva
Zem spieva je československý dokumentární film režiséra, folkloristy a fotografa Karla Plicky.
Základní dějovou osnovu filmu tvoří venkovský život s neustálým přírodním koloběhem od konce zimy až do podzimu.
Ve své době se jednalo o unikátní dokument, který se naprosto lišil od tehdejší filmové tvorby. Na výrobě se kromě společnosti Lloyd podílela též Matica slovenská a vznik dokumentu podpořil i tehdejší prezident ČSR Tomáš Garrigue Masaryk. Originální negativ filmu shořel při požáru ve zlínskych ateliérech v roce 1944.